# Seznam slovaških nogometašev
Seznam slovaških nogometašev.

## A
- Stanislav Angelovič

## B
- Peter Babnič
- Igor Bališ
- Miroslav Barčík
- Ivan Belák
- Henrich Benčík
- Marián Bochnovič
- Balázs Borbély
- Mário Breška
- Juraj Buček

## C
- Juraj Chupač
- Miroslav Chvíla
- Juraj Czinege

## Č
- Marek Čech
- Marián Čišovský
- Kamil Čontofalský

## D
- Ondrej Daňko
- Ondrej Debnár
- Igor Demo
- Pavol Diňa
- Peter Doležaj
- Juraj Dovičovič
- Miroslav Drobňák
- Peter Dubovský
- Martin Dúbravka
- Ján Ďurica
- Martin Ďurica
- Peter Dzúrik

## F
- Martin Fabuš
- Ľubomír Faktor
- Peter Fieber
- Branislav Fodrek
- Dominik Fotyik

## G
- Roman Gergel
- Tomáš Gerich
- Miloš Glonek
- Pavol Gostič
- Ján Greguš
- Vratislav Greško
- Ľubomír Guldan

## H
- Marián Had
- Marek Hamšík
- Michal Hanek
- Róbert Hanko
- Michal Hipp
- Peter Hlinka
- Ivan Hodúr
- Filip Hološko
- Zsolt Hornyák
- Jaroslav Hrabal
- Eduard Hrnčár
- Norbert Hrnčár
- Miroslav Hýll
- Viliam Hýravý

## I
- Milan Ivana

## J
- Martin Jakubko
- Tibor Jančula
- Vladimír Janočko
- Erik Jendrišek
- Róbert Jež
- Erik Ježík
- Karol Jokl
- Jozef Juriga

## K
- Miroslav Karhan
- Vladimír Kinder
- Karol Kisel
- Peter Kiška
- Maroš Klimpl
- Martin Konečný
- Miroslav König
- Rastislav Kostka
- Vladimír Kováč
- Ivan Kozák
- Ján Kozák
- Jozef Kožlej
- Vladimír Kožuch
- Matej Krajčík
- Roman Kratochvíl
- Marek Krejčí
- Ondrej Krištofík
- Martin Krnáč
- Ladislav Kubala
- Marián Kurty

## L
- Branislav Labant
- Vladimír Labant
- Vladimír Leitner
- Ľubomír Luhový

## M
- Štefan Maixner
- Jozef Majoroš
- Tomáš Majtán
- Milan Malatinský
- Ľubomír Meszároš
- Rastislav Michalík
- Marek Mintál
- Ladislav Molnár
- Ľubomír Moravčík
- Stanislav Moravec
- Patrik Mráz

## N
- Adam Nemec
- Krisztián Németh
- Peter Németh
- Szilárd Németh

## O
- Martin Obšitník
- Marcel Ondráš
- Tomáš Oravec

## P
- Ladislav Pecko
- Mário Pečalka
- Peter Pekarík
- Marek Penksa
- Dušan Perniš
- Martin Petráš
- Jozef Piaček
- Attila Pinte
- Jozef Pisár
- Martin Poleť
- Pavol Poliaček
- Martin Poljovka
- Ján Popluhár
- Andrej Porázik
- Karol Praženica
- Martin Prohászka

## R
- Ľubomír Reiter
- Štefan Rusnák
- Branislav Rzeszoto

## S
- Marek Sapara
- Viliam Schrojf
- Pavol Sedlák
- Miroslav Seman
- Róbert Semeník
- Peter Slicho
- Samuel Slovák
- Dušan Sninský
- Miloš Soboňa
- Ján Solár
- Miroslav Sovič
- Pavol Staňo
- Tomáš Stúpala
- Marián Suchančok
- Anton Suchý
- Kamil Susko

## Š
- Stanislav Šesták
- Július Šimon
- Martin Škrtel
- Michal Škvarka
- Ondrej Šmelko
- Anton Šoltis
- Marek Špilár
- Leopold Šťastný
- Zdeno Štrba
- Marián Šuchančok

## T
- Ľubomír Talda
- Jaroslav Timko
- Milan Timko
- Dušan Tittel
- Róbert Tomaschek
- Juraj Tomášek
- Dušan Tóth
- Martin Tóth
- Ivan Trabalík

## U
- Marek Ujlaky
- Rudolf Urban

## V
- Jozef Valachovič
- Stanislav Varga
- Pavol Vavrík
- Alexander Vencel ml.
- Robert Veselovsky
- Viliam Vidumský
- Róbert Vittek
- Dušan Vrťo
- Martin Vyskočil

## W
- Vladimír Weiss

## Z
- Radoslav Zabavník
- Tibor Zátek
- Marián Zeman
- Štefan Zošák
- Vladislav Zvara

## Ž
- Adam Žilák
- Igor Žofčák